# Русская культура

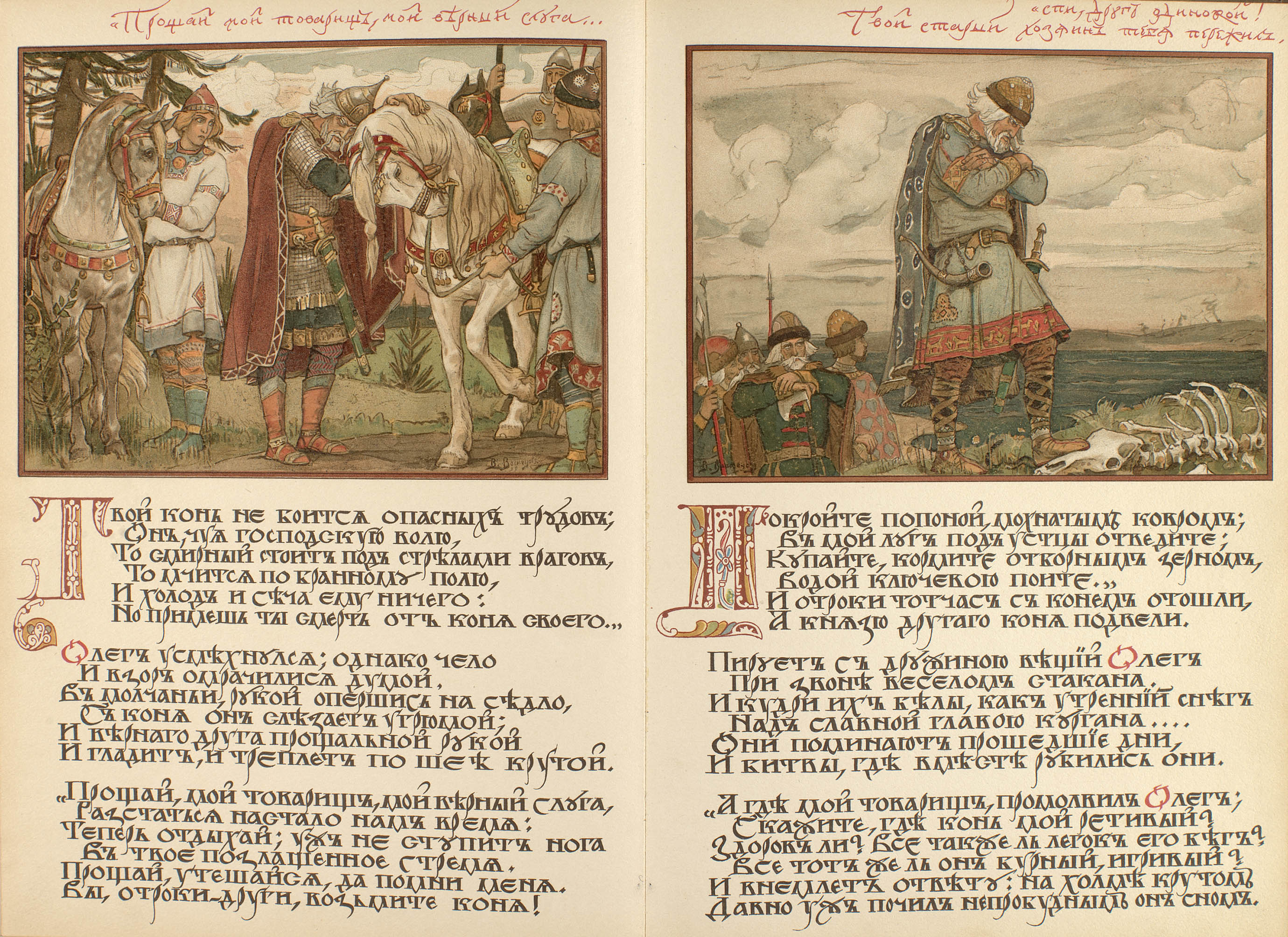
«Песнь о вещем Олеге» Александра Пушкина, издание с иллюстрациями Виктора Васнецова

Ру́сская культу́ра — деятельность, поведение и мышление русского народа, которая осуществляется на основе русских традиций, мировоззрения. В целом имеет европейскую ориентацию, вобрав в себя христианские ценности; в то же время обладает национальной самобытностью, проявляющейся в канонах русской эстетики, в православной религиозной практике. Культура русского народа имеет давние традиции и является основой современной культуры России.
Традиционная русская культура является типичной для народов Восточной Европы. Духовная и материальная культура русского этноса в её традиционном и внепрофессиональном аспекте составляет русскую народную культуру.
Русская культура в целом является восприимчивой и инклюзивной, приняв в себя элементы культур народов, с которыми русские проживали по соседству в течение столетий. Большое число российских политических и культурных деятелей были представителями других этносов или имели в своём роду таковых. В советский и постсоветский период в русскую и российскую культуру также вошло большое число иноэтнических авторов. Инклюзивность русской культуры включает также её способность развивать культуры других народов и наполнять их новыми смыслами.

## Региональные и этноконфессиональные группы
Традиционная русская культура является типичной для народов Восточной Европы, однако на территориях к востоку от Урала, в регионах Южной Сибири и Дальнего Востока, заметно влияние культур азиатских народов, на Юге России и Северном Кавказе влияние оказывают кавказские культурные традиции. Однако и в условиях широкого пространственного расселения, русский народ является одной из самых гомогенных этнических общностей Евразии, имеет ярко выраженное общерусское самосознание. При этом в числе русских выделяют ряд региональных и этноконфессиональных групп. В 1913 году этнограф Д. К. Зеленин разделял великороссов на южных и северных, основываясь на особенностях их материальной культуры: «По костюму великоруссы делятся на две большие половины — точно так же, как они делятся по языку и жилищу: север и юг».
Севернорусская культурная зона характерны окающие говоры, малодворные (ранее однодворные) сельские поселения, соха как основное пахотное орудие, объединение жилых и хозяйственных построек в единый комплекс «дом-двор», где изба стоит на высоком подклете, сарафанный комплекс в женской одежде. Эта зона не имеет чётких границ; его ядром Зеленин считал земли Новгородской, Вятской и Вологодской губерний. Южнорусская историко-культурная зона обладает акающими наречиями, использует плуг в качестве пахотного орудия, возводит наземные постройки (срубные или глинобитные), имеет понёвный комплекс женской одежды. Ядром этого ареала по Зеленину являются Рязанская, Тамбовская, Воронежская, Курская, Тульская, Орловскую и Калужская губернии. В междуречье Волги и Оки сложилась контактная зона, имеющаяся как севернорусские, так и южнорусские черты. Представители этих групп не обладают субэтническим (севернорусским, южнорусским) самосознанием, стремлением выделиться в отдельную группу. Кроме двух крупных этнографических групп, исследователями выделяется ряд групп, которые проживают в изолированных местностях: полехи, горюны, севрюки, поморы, усть-цилёмцы, пустозёры, тудовляне, походчане, марковцы, русскоустьинцы, затундренские крестьяне и другие русские старожилы. Ряд этих групп имеют смешанное этническое происхождение.
Выделяют также ряд этноконфессиональных групп, прежде всего различные группы старообрядцев: кержаки, бухтарминцы, семейские Забайкалья, стригольники Прибалтики, некрасовцы и липоване с Юга России. Кроме старообрядцев, культурные особенности, развитое самосознание и традицию эндогамии имеют «духовные христиане»: молокане и духоборы, а также субботники.
Этносоциальные группы прежде всего представлены казаками, в начале XX века разделявшимися на 11 казачьих войск. С 1917 по 1991 годы они потеряли сословные привилегии, и самосознание казаков с течением времени размывалось. Также в качестве этносоциальных групп среди населения России в XIX веке этнографы рассматривали такие общности, как однодворцы (талагаи, щекуны), ягуны (занималтсь бурлацким промыслом) и мамоны. После упразднения однодворцев в качестве сословия в 1868 году и вытеснения бурлаков паровыми буксирами в начале XX века эти группы утрачивают свои особенности.

## Традиционное хозяйство
Первоначальным традиционным занятием было пашенное земледелие. В северном ареале характерно подсечно-огневое земледелие, в южном — переложное. В ходе постепенного смещения экономического и политического центра Руси на северо-восточные земли в XIII—XIV веках подсечно-огневое земледелие стало преобладающим относительно переложного. Для этого типа хозяйствования требуются технологически простые и дешёвые в эксплуатации оружия, включая двузубую деревянную соху (имеет региональные виды: многозубая соха, черкуша), борону-суковатку, которые удобны для почв, где изобилуют корни, валуны и пни. При развитии сельского хозяйства в XV—XVI веках простые виды сохи заменяли на более сложными (соха с перекладной полицей, косуля, самолёт, колесуха), а с начала XIX века — на металлические плуги промышленного производства. Когда в X веке прошла механизация сельского хозяйства традиционные орудия труда практически вышли из употребления. Однако в 1940-х и в 1990-х годах происходило возрождение интереса к традиционным формам ведения сельского хозяйства и наблюдался частичный возврат к простым хозяйственным орудиям. Соху использовали на протяжении XX века в личных приусадебных хозяйствах при посадке картофеля. На севере русского ареала хлеб убирался серпом, а в центральных и южнорусских землях — также косой-крюком, его молотили как без применения специальных инструментов (хвостать, старновать), так и с использованием таких инструментов, как кичига, цеп, а также конная молотилка. С XIV века получает распространение использование специальных построек для сушки (овин, рига) и обмолота (гумно) хлеба. Зерно мололи при помощи ручных или водяных мельниц. С XVII века у русских распространились ветряные («немецкие») мельницы, а с XIX века распространение получают паровые мельницы.
Основными возделываемыми сельскохозяйственными культурами до XVIII века были злаковые, именовавшиеся «жито». На севере русского ареала житом называли ячмень, в центральной России, на широтах от Вологды до Рязани так именовалась рожь, южнее — пшеница. С XIII—XIV веков рожь превращается в преобладающую полевую культуру. В XIX веке в тех хозяйствах, которые были рыночно ориентированными, ключевой культурой стала пшеница, экспортируемая за пределы страны. Помимо злаковых, выращивались горох и чечевица, гречиха (на юге ареала); кроме того лён и конопля, которые использовали для ткачества. Хлеб, в испечённом виде или в виде зерна, занимает главное место в большей части традиционных обрядов восточных славян. В XVIII веке начинается внедрение картофеля, который широко распространяется только с 1880-х годов, а в XX веке становится преобладающей полевой культурой приусадебных хозяйств. Также из огородных культур до XIX века преобладающими были репа, капуста, лук и свёкла, на юге русской территории распространение имела тыква. В XIX веке большое распространение получают огурцы, в XX веке — помидоры, клубника, кабачки. В последние десятилетия в приусадебных хозяйствах и на дачных участках активно сооружают теплицы, где выращивается широкий ассортимент овощных и ягодных культур.
Другим традиционным занятием русского населения было разведение крупного рогатого скота. Русские аграрники (А. В. Чаянов, Л. Н. Литошенко) свидетельствовали, что в XIX веке в крестьянских хозяйствах центральных губерний основной функцией животноводства было производить для собственного потребления и на продажу молочную, мясную, кожевенную и другую продукцию; центральную роль играло применение скота в качестве тягловой силы — для извоза, пахоты, механизации труда. В XIX веке одним из важнейших продуктов экспорта стало сливочное масло. В 1872 году в имении Н. В. Верещагина Фоминское, под Вологдой, создаётся сорт, который в XX веке получил название «вологодское масло». Кроме того, широко распространение имели коневодство, овцеводство и свиноводство. Важную роль на отдельных территориях, в особенности в Поволжье и Сибири, играли бортничество, охота, рыболовство.
Во второй половине XVIII—XIX веке широко развились русские народные промыслы, которые как восприняли местные традиции, так и сформировались под влиянием ремесла других народов России: торжокское золотое шитьё, дымковская игрушка, палехская, холуйская, федоскинская миниатюры, тобольская резьба по кости, хохломская, жостовская росписи, великоустюжское чернение по серебру, гжельский, вербилковский, дулёвский (кузнецовский) фарфор, елецкое и вологодское кружева, клинская ёлочная игрушка. После событий 1917 года многие ремесленные центры преобразовали в артели, такие как Палехская художественная декоративная артель, артель «Северная чернь», а позднее в государственные предприятия. В XX веке народная роспись обогатили сюжеты советской истории и быта. В постсоветской России художественные ремёсла стали одной из основ для местного малого бизнеса и региональных брендов, что способствует развитию этнотуризма.

## Традиционное жилище
В XVII веке получают распространение трёхкамерные постройки: изба — сени — клеть. В XVIII—XIX веках складываются и фиксируются этнографами основные варианты русской избы. Севернорусская культура включает комплекс «дом-двор», объединяющий срубную избу на высоком подклете с двором, состоящим из срубных хлевов и повети (помещения для хранения сена) на втором этаже. Использовалось несколько форм связи, наиболее распространёнными являлись: «брус», когда двор и изба образовывали вытянутую постройку, помещённую под одну крышу; имеет распространение в Архангельской области; «кошель» — дом и двор расположены параллельно один другому, фасады выходят к улице под одной крышей, характерно для Карелии; «глаголь» — изба примыкала к хозяйственным постройкам под прямым углом — Вологодская область. В этот комплекс «дом-двор» не включаются такие постройки, как амбар, баня и ле́дники. Южнорусские постройки — срубные, в некоторых случаях не из круглых брёвен, а из плах; не обладали подклётом, пол земляной. В землях южнее Курска и Воронежа распространение получила обмазанная глиной хата, в районах Нижней Волги и Нижнего Дона — постройки из самана. Дом имел «круглую» (четырёхскатную) соломенную крышу и образовывал периметр двора совместно с прочими хозяйственными постройками.
Внутри дома создавали несколько помещений, включая избу — отапливаемое помещение, светёлку — неотапливаемое помещение (с XIX века топилась по-белому), клети — неотапливаемые помещения для хозяйственных нужд, сени — неотапливаемое помещение, расположенное перед входом в избу; в XIX веке широко распространились двускатные крыльца. Важный элемент устройства дома составляла русская печь. Лицевую сторону дома богато украшали, используя для этого полотенца, подзоры, наличники. До середины XIX века резьбу делали глухой, позднее получила популярность пропильная резьба. С того же столетия распространились ложные мезонины и балконы в качестве частей крестьянских построек.

## Национальный костюм
К XVIII веку складывается несколько комплексов одежды, которые имели региональную и сословную специфику, в особости проявлявшуюся в женской одежде. Наиболее крупными региональными комплексами, зафиксированные этнографами XIX века, были северный сарафанный и южный понёвный, включавшие различные элементы убранства: плечевой и поясной передник, душегрея, шушпан, шугай, шубка, головные уборы: кичка, сорока, кокошник, повойник и повязка. Ранее запрета Петром I дворянам носить крестьянское платье у них имелся дворянский комплекс одежды, в который входили долгорукавная рубаха, сарафан, польская шуба, кика. В XIX веке формируется казачий костюм. В состав мужского комплекса входили элементы военной формы образца XIX столетия: китель, брюки с лампасами, гимнастёрка; и элементы одежды степных народов и горских народов Кавказа: башлык, бешмет, бурка, папаха, чекмень, черкеска. Мужская промысловая одежда поморов включала в себя ненецкие элементы: шапку-чебак, малицу, совик.
В XVIII—XIX веках крестьянский костюм упрощается, особенно в европейских регионах России. Кожаные сапоги сменяются на лыковые и берестяные лапти. Происхождит сокращение числа и разнообразия головных уборов. В конце XIX века формируется сценический образ русского народного костюма. В состав мужского костюма входят рубаха-косоворотка, брюки, лапти и пояс. В состав женского — сарафан, чаще всего на лямках, кожаные сапоги и кокошник, украшаемый жемчугом. Прообраз сценического кокошника — свадебный головной убор купеческих девушек из Каргополья, возникший в конце XIX века в связи с развитием добычи в этом регионе речного жемчуга. С середины XIX столетия одеждой для обрядов перехода, включающих свадьбы и похороны, стали костюмы промышленного производства: для мужчин это костюм-двойка и лаковые полуботинки; женщины надевают платье и туфли. В женском свадебном платье до современности сохраняются элементы дворянской одежды, включая длинные рукава, закрывающие руки, фату, шлейф и вуаль. Народный костюм в настоящее время используют в основном в сценических постановках, а также в качестве ритуальной одежды — старообрядцы.

## Кухня
В русскую пищу XVIII—XIX веков входили разнообразные виды хлеба (каравай, колоб, калач, сушка), пирогов (ватрушка, кулебяка, расстегай, рыбник, курник, левашник, шаньга и др.). Особое значение в рамках обрядов, таких как свадьба, похороны и масленичные обряды, придавалось блина. Словом «хлеб» нередко обозначали пищу в целом. Популярностью пользовались многочисленные супы, включая щи из капусты, уху, ботвинью, супы, сваренные из муки или сухарей, такие как болтанка, тюря, мурцовка. Популярными были различные виды каш, которые делали из цельных или размолотых злаковых зёрен; в некоторых случаях в них добавляли молоко, масло, грибы, ягоды. Напитки были представлены взваром, квасом, медовухой, пивом. В каждом регионе русского ареала имелась своя специфика согласно с местными природными ресурсами. С конца XVIII — начала XIX века в городской среде стал популярен чай.
В середине XIX столетия начинает формироваться общенациональная русская кухня, включавшая в себя народные рецепты и представленная в качестве кухни, обладающей этническим своеобразием в сравнении с другими европейскими кухнями. Характерная особенность русской кухни — обилие пищи. В национальной кухне меньше внимания стали уделять хлебным изделиям без начинки: на первое место вышли расстегай, московская сайка, смоленский крендель, валдайские баранки. Трапеза по дворянской традиции теперь представляла последовательную подачу нескольких блюд — перемену блюд. Вначале подавали жидкие блюда — супы, такие как борщ, свекольник, французские консоме (бульоны) и суп-пюре. Важный элемент национальной кухни составляла рыба, наибольшую популярность имели осётр и лосось. Кроме рыбы, в качестве русских блюд понимались блюда из пернатой дичи: рябчик, фазан, куропатка, вальдшнеп и др. В русскую кухню были включены и авторские рецепты: бефстроганов, пожарская котлета, котлета по-киевски, салат оливье. Последний в изменённом виде рассматривается как символ русской кухни в Европе, так называемый русский салат. К числу напитков добавили европейские вина. В 1894 году получила патент водка крепостью 40 градусов, что стало мировым стандартом крепости водки.
После 1917 года в повседневную пищу русских горожан входит ряд региональных блюд. Повсеместное распространение получили сибирские пельмени. Во второй половине XX века также повсеместно распространялся кавказский шашлык и среднеазиатский плов. Макароны, которые до Революции 1917 года считали кулинарным изыском, вошли в повседневное употребление. В меню рабочих столовых, а позже в домашнее меню входят салат оливье, бефстроганов, котлеты по-киевски («котлета советская»). Наиболее популярным напитком стал чай. Распространилось разделение трапезы на три части: первое блюдо (суп), второе (основное нежидкое блюдо) и десерт. Во второй половине XX века массовым напитком горожан становится квас промышленного производства, также повседневно стали употреблять кофе. В 2000-х годах к повседневной пище русских горожан добавились японские (суши, удон), китайские и вьетнамские (фо бо) блюда. В городах обрели популярность западные виды пищи — фастфуд, а также восточные блюда, такие как шаурма, чебуреки и др.

## Изобразительное искусство
Русское изобразительное искусство происходит от древнерусской художественной культуры, представленной такими фигурами как Андрей Рублёв, Дионисий, Симон Ушаков и др. В XVIII—XIX веках развивалась академическая русская живопись, с XIX века дополненная деятельностью передвижников, Союза русских художников и др. Русская иконопись развивается с X века. Однако икона не всегда воспринималась как русская национальная гордость. В качестве произведения искусства и основы русского художественного канона она была открыта в начале XX века, в частности, после выставки, посвящённой 300-летию дома Романовых.

## Архитектура
Основу русской архитектуры составило народное творчество и древнерусское зодчество. К числу ключевых форм русской архитектуры XIX — начала XX веков принадлежат национальные варианты таких направлений как классицизм, ампир, модерн, неоклассицизм, русский стиль и неорусский стиль. В первые десятилетия XX века сформировался русский авангард, существенно повлиявший на мировое искусство и архитектуру XX — начала XXI веков.

## Музыка

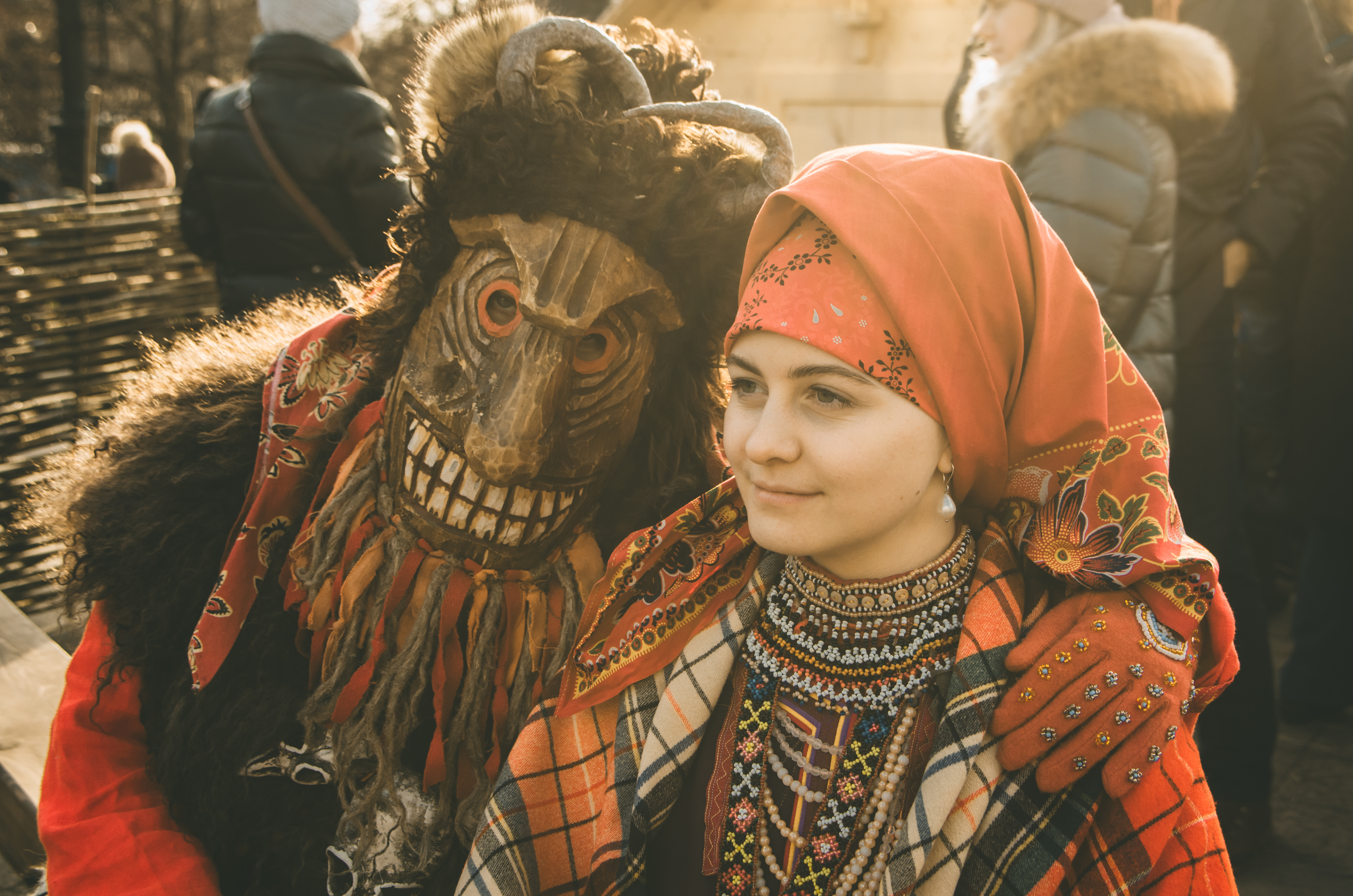
Девушка и окрутник, масленичные гулянья в Москве, 2020

Русская музыкальная культура характеризуется богатым песенным фольклором, в котором важное место занимает многоголосное пение. До настоящего времени отмечается бытование лирических песен, частушек, городских романсов. Национальная музыкальная основа, включая фольклор и церковно-певческую традицию, прослеживается в творчестве таких влиятельных композиторов XIX—XX веков, как Михаил Глинка, Александр Бородин, Николай Римский-Корсаков, Пётр Чайковский, Сергей Рахманинов, Игорь Стравинский и др. Во второй половине XX века появились и получили широкое распространение русский рок и авторская песня.
В XX веке мировое искусство обогатил получивший всемирную известность русский балет, выдающимися представителями которого были Анна Павлова, Михаил Фокин, Галина Уланова и др.

## Фольклор и литература
Существенную роль в русской культурной жизни играет устное народное творчество, включая сказки, былины, и художественная литература, представители которой, такие как Лев Толстой, Фёдор Достоевский, Антон Чехов и др., оказали заметное влияние на мировую литературу. Развитой является детская литература, представленная такими авторами как Корней Чуковский, Самуил Маршак, Сергей Михалков и др. Большой популярностью у русских пользуются поэзия, эстрадная музыка, а в настоящее время также телевизионные шоу и киносериалы. На основных этапах своего развития по масштабам постановки социально-нравственных проблем и новизне эстетических решений русская литература создала идейно-художественные ценности на уровне мировой литературы. Многие произведения русской литературы ставят основные вопросы русской жизни в связи с общечеловеческим историческим опытом.

## Религиозная культура
В духовной культуре русских в течение всей истории важное значение занимала Русская православная церковь; имеется также ряд других вероисповеданий. История русского православия начинается с Крещения Руси при князе Владимире Святославиче. От Крещения до раскола Русской церкви при патриархе Никоне Русская церковь была единственным на Руси и в России реальным воплощением русской вариации византийского православия. Раскол стал причиной духовного разобщения членов Русской православной церкви, а также образование новых церковных структур, трёх старообрядческих течений (поповцы, беглопоповцы и беспоповцы), каждое из которых позиционирует себя как часть русского православия, но оппозиционно по отношению к Русской православной церкви. Для русского православия традиции предпочтительнее, чем новации, как в вероисповедной, так и в обрядовой сфере. Идеалом церковно-государственных отношений служило доминирование государственной власти над церковной. Русское православие в содержательном плане близко к другим вариантам православия, таким как болгарское, грузинское, сербское, но не идентично им.
Русские миссионеры создавали письменности, основу которых составила кириллица. В XIV веке святой Стефан Пермский на основе кириллического, греческого алфавитов и знаков древнетюркского рунического письма создал зырянскую азбуку — анбур. В XVIII веке архиепископ Вениамин (Пуцек-Григорович) использовал русский алфавит для создания удмуртской («Сочинения, принадлежащие к грамматике вотского языка», 1775) и марийских («Сочинения, принадлежащие к грамматике черемисского языка», 1775) грамматик. В XIX веке на русской графической основе создаётся ряд письменностей для языков народов Российской империи, которые составили основу современных алфавитов. Так, архиепископ Иннокентий (Попов-Вениаминов) создал письменность для алеутского языка (1826), востоковед О. Н. Бётлингк (1848—1851) и епископ Дионисий (Хитров) (1858) разработали алфавиты для якутского языка, востоковед Н. И. Ильминский — письмо для языка крещёных татар — алфавит Ильминского (1862—1874), чувашским просветителем И. Я. Яковлевым составлен чувашский алфавит (1871), мордовским просветителем А. Ф. Юртовым — эрзянский алфавит (Букварь для мордвы-эрзи, 1884).
В середине 1930-х годов в сравнении с периодом коренизации национальная политика в СССР существенно изменилась. Оказались реабилитированы поэты, писатели и ряд полководцев царской России. Русскому народу был предоставлен статус «первого среди равных». Письменности национальных языков народов РСФСР стали формироваться на основе русского алфавита. Этот процесс продолжался до 1941 года. Многие народы Советского Союза, ранее не имевшие своей письменности и самоназвания, получили их благодаря деятельности русских учёных.
После окончания гонений и репрессий, направленных против церкви и верующих, произошло возвращение религии в повседневную жизнь. Многие русские соблюдают традиции, крещения детей, венчания, отпевания умерших. Наиболее значимыми праздниками для русских, соблюдающих православие, являются Пасха, Рождество Христово, Троица и др. Многими соблюдаются традиции постов, освящения дома и квартиры, хранения домашних икон и религиозной литературы. Широкими масштабами отмечены такие религиозные действия, как паломнические поездки, крестные ходы, массовые моления. В среде интеллигенции популярными являются труды русских религиозных философов, таких как Владимир Соловьёв, Павел Флоренский, Александр Мень и др. Согласно исследованию ВЦИОМ, проведённому в 2012 году, 79 % жителей России считали себя православными, что близко к доле русских по переписи населения 2010 года.

## Обряды и праздники
В число русских праздников и обрядов входят обряды жизненного цикла и календарные. Первые представлены родильными (включая крещение), свадьбой, похоронами и поминальными обрядами. К XIX веку большинство обрядовых элементов имели связь с православной традицией, однако при сохранении также дохристианских элементов, менявшихся в зависимости от конкретного региона («бабьи каши»). У традиционного крестьянского свадебного обряда было две значительно различающиеся вариации: севернорусская и южнорусская. К числу общерусских принадлежат пять церемоний, включая сватовство, подготовку к браку, прощание с добрачной жизнью (расплетание кра́соты), собственно саму свадьбу, обряды завершения брачного цикла.
В начале XX века в Советском Союзе получил распространие гражданский брак, нередко совсем без обрядовой части, либо обряды адаптировались к новой идеологии социализма («красные свадьбы»). В 1960-х годах начала создаваться особая советская свадебная обрядность, включившая и традиционные компоненты (смотрины, мальчишник), и новые (регистрацию в загсе, «младших провожатых», брачный поезд к памятникам и достопримечательностям). С 1990-х годов объединяют советские светские обряды и восстанавливаемые церковные (благословение родителей, венчание). Похоронная обрядность является наиболее консервативной и обладает наибольшим количеством региональных особенностей: «кидание милостыньки» через могилу — Владимирская область, «приглашение покойника» на поминки — Вологодская область.
Их календарных праздников большое значение придавалось таким, как Святки, Масленица, Пасха, Юрьев день, Троицын день вместе с Русалиями, Иванов день, Покров Пресвятой Богородицы, родительские субботы. К календарной обрядности примыкают такие обряды, как зажинки и дожинки.
Государственные праздники начинают формироваться в XIX веке на базе православного календаря. Так, к числу наиболее важных государственных торжеств принадлежал День высочайшего тезоименитства, отмечавшийся в день святого покровителя российского императора. В 1917—1930-е годы вводятся новые праздники, одни — годовщина «Кровавого воскресенья» (22 января), День Парижской коммуны (18 марта) — не приживаются, другие — День РККА (23 февраля), Международный женский день (8 марта) — отмечаются вплоть до настоящего времени. С 1965 года государственным праздником становится День Победы (9 мая). С 1918 года в качестве важного праздника отмечался День Великой Октябрьской социалистической революции. В 1927—1991 годах его праздновали два дня (7-8 ноября). В 1995—1996 годах 7 ноября именовался Днём воинской славы в память о Параде, прошедшем 7 ноября 1941 года на Красной площади; в 1996—2004 гг. его назвали Днём согласия и примирения; в 2004 году праздник был отменён. С 2005 года праздничным днём стало 4 ноября — День народного единства, совпадающий с днём празднования в честь Казанской иконы Божией Матери — особо чтимого в русском православии образа: эта икона называется православными защитницей русского народа. В ряде сельских регионов новые праздники получают функции стары: так, День Победы приобретает черты Дня поминовения усопших. В ряде городов отдельные традиционные праздники получают значение общегородских: например, День Ивана Купалы в Новосибирске и др.

## Образ жизни
Образ жизни русских формируется в значительной степени под влиянием рыночной экономики и глобальных культурных элементов при довольно стойкой приверженности исторической традиции и духовно-нравственным ценностям. В городах и большинстве посёлков малая (нуклеарная) семья является основной социальной ячейкой общества — обычно это однопоколенные семьи. В сельской местности нередко могут сохраняться большие семьи, когда в одном домохозяйстве живут два-три поколения. В прошлом русские семьи из разных сословий часто были многодетными, но современные семьи, как правило, немногодетны. Согласно данным переписи населения 2020 года, в 21,8 % семей только один ребёнок, 13,1 % — два ребёнка, 4,6 % — три и более (в возрасте до 18 лет). Значительной является доля неполных семей (27,3 %), высоким процент разводов. В отличие от русской традиции помолвки, современные русские родители фактически не участвуют в выборе брачных партнёров для своих детей, однако после заключения брака поддерживают тесные связи и оказывают помощь, в особенности в уходе за малолетними детьми — феномен русской бабушки.
Из современных русских 75 % проживают в городах согласно переписи 2020 года; большинство новых культурных явлений получает развитие в городской среде. В начале XXI веке всё ещё имеет широкое распространение идеализированный образ деревенской жизни, считающийся наиболее близким к «настоящей» русской культуре. Внегородское пространство, кроме традиционных сёл и деревень, к настоящему времени включает дачные поселения и так называемые дальние дачи (дома, приобретённые горожанами в отдалённых сельских населённых пунктах), крупные сельскохозяйственные предприятия в регионах Черноземья и Юга России. Распространён переезд на пенсии в «родную деревню».